# Panurginus niger
Panurginus niger là một loài Hymenoptera trong họ Andrenidae. Loài này được Nylander mô tả khoa học năm 1848.